# Parafia Nawiedzenia Najświętszej Maryi Panny w Regnowie
Parafia Nawiedzenia Najświętszej Maryi Panny w Regnowie – parafia rzymskokatolicka należąca do dekanatu Biała Rawska diecezji łowickiej.
Erygowana w XIII wieku.
Miejscowości należące do parafii: Annosław, Kazimierzów, Łaszczyn, Nowy Regnów, Podskarbice Królewskie, Podskarbice Szlacheckie, Regnów, Rylsk Duży, Sowidół i Zofianów.